# Patty Caretto
Patricia „Patty“ Sarena Caretto, nach Heirat Patty Thompson und Patty Brown (* 4. Januar 1951 in Los Angeles, Kalifornien), ist eine ehemalige Schwimmerin aus den Vereinigten Staaten.

## Karriere
Patty Caretto trat zunächst für den Commerce Swim Club und später für den Phillips 66 Long Beach Aquatic Club an. Trainiert wurde sie von Don Gambril.
Von 1964 bis 1966 gewann sie dreimal in Folge den Meistertitel der Amateur Athletic Union (AAU) über 1500 Meter beziehungsweise 1650 Yard Freistil. Am 30. Juli 1964 stellte Caretto Weltrekorde über 800 Meter Freistil und über 1500 Meter Freistil auf und war damit die zweitjüngste und die leichteste Schwimmerin, die je einen Weltrekord aufstellte. Jünger als Caretto war nur die Südafrikanerin Karen Muir.
Die 1500 Meter Freistil der Frauen waren bis 2020 keine olympische Disziplin, die 800 Meter Freistil der Frauen waren 1968 erstmals olympisch. 1964 versuchte Caretto sich über 400 Meter Freistil für die Olympischen Spiele in Tokio zu qualifizieren. Sie konnte sich aber nicht gegen Virginia Duenkel, Marilyn Ramenofsky und Terri Stickles durchsetzen, die dann auch in Tokio die drei Medaillen gewannen.
1965 und 1966 verbesserte Caretto noch zweimal den Weltrekord über 1500 Meter Freistil. Insgesamt stellte sie sieben Weltrekorde über die metrischen Strecken und die entsprechenden Yard-Distanzen auf und gewann fünf Meistertitel der AAU. 1967 wurde sie von Debbie Meyer als Weltrekordlerin über 1500 Meter Freistil abgelöst. Bei der Olympiaqualifikation über 800 Meter war Caretto 1968 Zweite hinter Meyer. Bei den Olympischen Spielen 1968 in Mexiko-Stadt war die Australierin Karen Moras die Vorlaufschnellste vor Meyer, der Mexikanerin María Teresa Ramírez und Patty Caretto. Im Finale siegte Debbie Meyer vor Pamela Kruse aus den Vereinigten Staaten. Ramírez wurde Dritte vor Moras, die 13 Sekunden vor der fünftplatzierten Caretto anschlug.
Kurz nach den Olympischen Spielen beendete Patty Caretto ihre Leistungssport-Karriere, zu diesem Zeitpunkt besuchte sie noch die Whittier High School. Später wurde Caretto Sportlehrerin und arbeitete als Trainerin mit körperbehinderten Kindern. 1987 wurde Patty Caretto in die International Swimming Hall of Fame (ISHOF) aufgenommen.